# Большой Арбаж
Большой Арбаж — деревня в Арбажском районе Кировской области. 

## География
Находится на расстоянии примерно 5 километров по прямой на северо-восток от районного центра поселка Арбаж.

## История
Известна в 1762 году как починок Арбажский с 31 жителем. В 1873 году здесь (деревня Арбаж) было учтено дворов 37 и 342, в 1905 54 и 408, в 1926 в деревне дворов 77 и жителей 427, в 1950 37 и 145. В 1989 году проживало 7 постоянных жителей. До января 2021 года входила в состав Арбажского городского поселения до его упразднения.

## Население
Постоянное население составляло 3 человека (русские 100%) в 2002 году, 0 в 2010.